# Bernd Nentwig
Bernd Nentwig (* 1957 in Kassel) ist ein deutscher Architekt. Er ist seit 1998 Professor für Baumanagement und Bauwirtschaft an der Bauhaus-Universität Weimar. 

## Leben
Bernd Nentwig studierte Architektur und Industriedesign an der Gesamthochschule Kassel mit Diplom 1986. Nach Tätigkeit in der Bauwirtschaft war er von 1989 bis 1993 wissenschaftlicher Mitarbeiter an der Professur Projektmanagement und Industriebau der Gesamthochschule Kassel. Von 1994 bis 1997 war er in der Projektsteuerung und Projektleitung bei der Lahmeyer International GmbH, Bad Vilbel, tätig. 1996 wurde er in Kassel mit der Arbeit „Entwicklung eines Expertensystems zur Planung und Steuerung von Planungsprozessen“ zum Dr.-Ing. promoviert.
1996 erhielt er einen Ruf als ordentlicher Universitätsprofessor für Baumanagement und Bauwirtschaft an die Bauhaus-Universität Weimar. Seit 2008 ist er zudem Direktor des Institutes für Europäische Urbanistik an der Bauhaus-Universität Weimar.
1996 gründete er die N+ Projektentwicklung und Baumanagement GmbH, aus der 2002 zusammen mit der pbr Planungsbüro Rohling AG die N+ Objektmanagement GmbH wurde. 2007 gründete er die Bauhaus-Gesellschaft mbH.
Nentwig ist Herausgeber der Schriftenreihe Bau- und Immobilienmanagement im VDG-Verlag. 
Er ist zertifizierter Drum Circle Facilitator.